# Herb Kraju Zabajkalskiego
Herb Kraju Zabajkalskiego — przyjęty został 11  lutego 2009 roku, jest kopią herbu byłego obwodu czytyjskiego, który został zatwierdzony 21 grudnia 1995 roku.
Herb przedstawia na tarczy kroju francuskiego w polu złotym lecącego czerwono-czarnego orła trzymającego w łapach  łuk i strzały. Poniżej tarcza z herbem miasta Czyta, obramowany wstęgą orderu św. Aleksandra. Herb  miasta Czyta (przyjęty 12 sierpnia 1859 roku) przedstawia na tarczy w polu złotym czerwoną byczą głowę nad palisadą z czerwonych i zielonych pali na przemian.
Orzeł nawiązuje między innymi  do herbu Ałbazina  stolicy istniejącego w latach 1660 - 1685 państwa "Jaksa", założonego przez polskiego szlachcica Nicefora Jaksę Czernichowskiego. Herb państwa "Jaksa " (znany z pieczęci z 1676 roku) wyobrażał orła białego w koronie, z głową zwróconą w lewo, z łukiem i strzałą w obu szponach.